# Werksflugplatz
Ein Werksflugplatz zeichnet sich dadurch aus, dass er für die Entwicklung und Musterzulassung von Luftfahrzeugen, in erster Linie von Flugzeugen und Hubschraubern, genutzt wird. Dabei werden zum einen Zulieferteile, die über den Luftweg angeliefert werden, direkt an das Werk gebracht, zum anderen starten und landen Prototypen und noch nicht ausgelieferte Fluggeräte zu Erst-, Erprobungs- und Zulassungsflügen.

## Verkehr auf Werksflugplätzen
In Deutschland ist Linien- oder Charterverkehr auf Werksflugplätzen nicht erlaubt.
Die Flugplätze in Hamburg-Finkenwerder und Toulouse werden auch dazu genutzt, Airbus-Personal zwischen den Werken zu transportieren.

## Liste wichtiger Werksflugplätze
Airbus
- Flugplatz Hamburg-Finkenwerder – Typen: A318, A319, A321 und A380
- Flughafen Toulouse-Blagnac – Typen: A300/A310, A320, A330, A340, A350 und A380
- Ingolstadt-Manching

Alexander Schleicher GmbH & Co.
- Segelfluggelände Huhnrain bei Poppenhausen

Antonow
- Flughafen Kiew-Hostomel
- Flugplatz Swjatoschyn in Kiew

Boeing
- Paine Field in Seattle

Grob Aircraft
- Flugplatz Mindelheim-Mattsies

RUAG
- Flugplatz Oberpfaffenhofen, ehemals Dornier-Werke

## Liste ehemaliger Werksflugplätze
- Flugplatz Augsburg-Haunstetten, Werksflugplatz der Messerschmitt AG, zuvor Bayerische Flugzeugwerke AG
- Bristol Filton Airport, zurzeit Werksflugplatz von BAe und Airbus
- Flugplatz Dessau, Werksflugplatz der Junkers Flugzeug- und Motorenwerke
- HAWA Werksflugplatz, Werksflugplatz der Hannoverschen Waggonfabrik in Linden (Hannover)
- Flugplatz Kassel-Waldau, Werksflugplatz der Firmen Dietrich-Gobiet Flugzeugbau, Raab-Katzenstein-Flugzeugwerke, Gerhard-Fieseler-Werke
- Flugplatz Lemwerder, Werksflugplatz der EADS, zuvor MBB, VFW und Weserflug